# Ømni
Ømni je deváté studiové album brazilské powermetalové hudební skupiny Angra. Vydáno bylo 16. února 2018 u společnosti earMUSIC. Nahrávání probíhalo ve Švédsku pod dohledem producenta Jense Bogrena. Ten se skupinou spolupracoval již na předchozí desce Secret Garden (2015). Autorem přebalu desky je americký umělec Daniel Martin Diaz. Slovo „Ømni“ pochází z latiny a v překladu do češtiny znamená „vše“.

## Seznam skladeb
1. Light of Transcendence
2. Travelers of Time
3. Black Widow’s Web
4. Insania
5. The Bottom of My Soul
6. War Horns
7. Caveman
8. Magic Mirror
9. Always More
10. ØMNI – Silence Inside
11. ØMNI – Infinite Nothing

## Obsazení
- Fabio Lione – zpěv
- Rafael Bittencourt– kytara, doprovodný zpěv
- Kiko Loureiro – kytara, doprovodný zpěv
- Felipe Andreoli	– basová kytara, doprovodný zpěv
- Bruno Valverde – bicí

Technická podpora
- Daniel Martin Diaz – přebal alba